# Mitzi Gaynor
Mitzi Gaynor, pseudonimo di Francesca Marlene de Czanyi von Gerber (Chicago, 4 settembre 1931 – Los Angeles, 17 ottobre 2024), è stata un'attrice, ballerina e cantante statunitense.

## Biografia
Mitzi Gaynor seguì le orme della madre e della zia, entrambe ballerine. All'età di quattro anni calcava già il palcoscenico come danzatrice bambina e a 12 anni faceva parte del corpo di ballo del Los Angeles Civic Light Opera. Nel 1945, appena quattordicenne, prese parte al musical Roberta, messo in scena dalla Compagnia dell'Operetta di Los Angeles. Con la parte di protagonista nella commedia Naughty Marietta attirò l'attenzione dei dirigenti della Twentieth Century Fox, che le affidarono un ruolo di ballerina nel musical Per noi due il paradiso (1950) di Henry Koster, interpretato da Dan Dailey e Betty Grable.
Nella prima metà degli anni cinquanta, l'attrice apparve in una serie di commedie e di film musicali per la Fox, distinguendosi per la verve di ballerina e cantante e per il gradevole aspetto fisico. Tra le sue migliori interpretazioni del periodo, è da ricordare il musical Follie dell'anno (1954) di Walter Lang, in cui apparve accanto a Donald O'Connor e a Marilyn Monroe, con la quale aveva già precedentemente lavorato nella commedia Matrimoni a sorpresa (1952) di Edmund Goulding.
Malgrado il successo ottenuto, nel 1954 la Fox non rinnovò il contratto alla Gaynor. Nello stesso anno l'attrice sposò il produttore Jack Bean, suo personal manager, che diede nuovo impulso alla sua carriera sul grande schermo. Durante la seconda metà degli anni cinquanta la Gaynor ebbe una rinnovata popolarità grazie ai ruoli ottenuti nella commedia Le tre notti di Eva (1956) di Norman Taurog, accanto a David Niven, nel dramma Il jolly è impazzito (1957) di Charles Vidor, al fianco di Frank Sinatra e Jeanne Crain, e nel brillante Les Girls (1957), diretto da George Cukor e cointerpretato da Gene Kelly, Kay Kendall e Taina Elg, uno degli ultimi musical di successo del decennio. La sua migliore interpretazione del periodo fu quella di Nellie Forbush in South Pacific (1958) di Joshua Logan, versione cinematografica dell'omonima commedia musicale di Richard Rodgers e Oscar Hammerstein II, che valse all'attrice una candidatura al Golden Globe per la migliore interpretazione femminile. Subito dopo recitò nella commedia Divieto d'amore (1959) di David Miller, ove ebbe come partner ancora David Niven.
Dopo la commedia gialla Pacco a sorpresa (1960), diretta da Stanley Donen e cointerpretata da Yul Brynner, la Gaynor concluse la propria carriera cinematografica con un altro ruolo leggero in Per soldi o per amore (1963) di Michael Gordon, al fianco di Kirk Douglas. L'attrice si dedicò da allora gli spettacoli musicali dal vivo, diventando una stella dei più celebri teatri e nightclub di Las Vegas, con ripetute tournée negli Stati Uniti e in Canada. Il suo talento le ha permesso di mantenere il successo e di affrontare i più svariati generi artistici, dalle incisioni discografiche alle apparizioni televisive in spettacoli musicali, revival e show di intrattenimento, fino al ruolo di columnist che l'ha impegnata durante gli anni novanta per il magazine di spettacolo The Hollywood Reporter.
Morì ultranovantenne nel 2024, per cause naturali.

## Vita privata
Il matrimonio della Gaynor con il suo agente Jack Bean, celebrato nel 1954, durò fino alla morte di lui, avvenuta nel 2006. La coppia non ebbe figli.

## Filmografia
- It's Your Health (1949) (cortometraggio), con il nome di Mitzi Gerber
- Per noi due il paradiso (My Blue Heaven), regia di Henry Koster (1950)
- Take Care of My Little Girl, regia di Jean Negulesco (1951)
- Un'avventura meravigliosa (Golden Girl), regia di Lloyd Bacon (1951)
- Matrimoni a sorpresa (We're not Married!), regia di Edmund Goulding (1952)
- Paradiso notturno (Bloodhounds of Broadway), regia di Harmon Jones (1952)
- The I Don't Care Girl, regia di Lloyd Bacon (1953)
- Down Among the Sheltering Palms, regia di Edmund Goulding (1953)
- Tre ragazzi del Texas (Three Young Texans), regia di Henry Levin (1954)
- Follie dell'anno (There's No Business Like Show Business), regia di Walter Lang (1954)
- Le tre notti di Eva (The Birds and the Bees), regia di Norman Taurog (1956)
- Quadriglia d'amore (Anything Goes), regia di Robert Lewis (1956)
- Il jolly è impazzito (The Joker is Wild), regia di Charles Vidor (1957)
- Les Girls, regia di George Cukor (1957)
- South Pacific, regia di Joshua Logan (1958)
- Divieto d'amore (Happy Anniversary), regia di David Miller (1959)
- Pacco a sorpresa (Surprise Package), regia di Stanley Donen (1960)
- Per soldi o per amore (For Love or Money), regia di Michael Gordon (1963)

## Doppiatrici italiane
- Rosetta Calavetta in Un'avventura meravigliosa, Follie dell'anno, Divieto d'amore, Paradiso notturno, Quadriglia d'amore, Le tre notti di Eva, Tre ragazzi del Texas, Pacco a sorpresa, Per soldi o per amore
- Maria Pia Di Meo in Il jolly è impazzito, South Pacific
- Fiorella Betti in Matrimoni a sorpresa
- Marina Dolfin in Les Girls